# Dom Podworskich w Radomiu
Dom Podworskich w Radomiu – zabytkowy budynek znajdujący się w Radomiu, przy ulicy Żeromskiego 37. Obiekt jest częścią szlaku turystycznego Zabytki Radomia.

## Historia

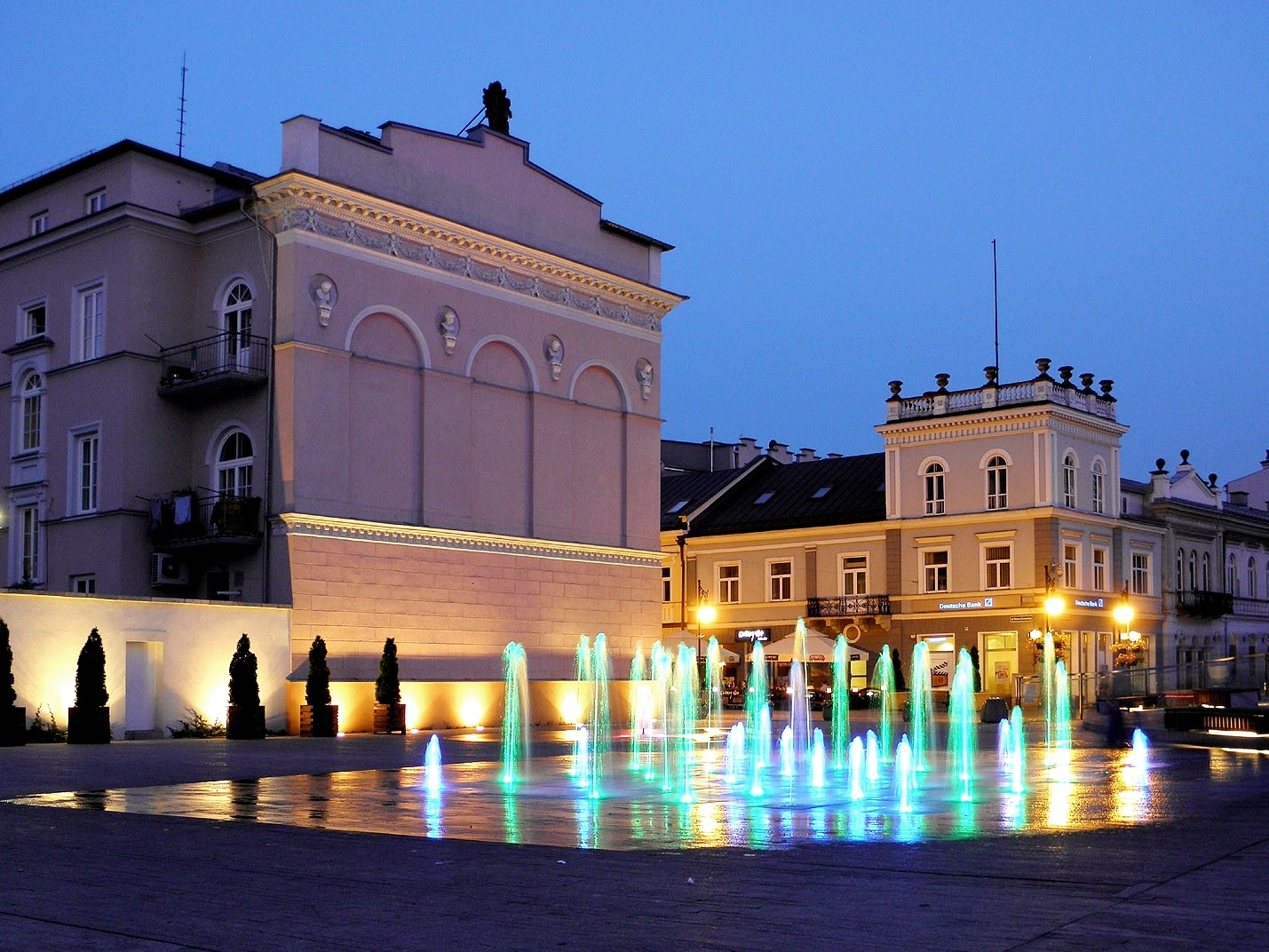
Ściana szczytowa ze skwerem i fontanną.

Budynek został wzniesiony w latach 1866–1867 według projektu budowniczego gubernialnego radomskiego, Antoniego Wąsowskiego. Jego pierwszymi właścicielami byli Andrzej i Teofila Podworscy, właściciele apteki Pod Białym Orłem. Kamienica bywa nazywana także Narodówką. Określenie to związane jest z antypowstańczą propagandą władz carskich, które próbowały zdyskredytować powstańców styczniowych. Właściciela kamienicy oskarżono m.in. o to, że budynek wystawił za pieniądze narodowe, tzn. środki zbierane podczas powstania. Mimo iż oskarżenia były nieprawdziwe, nazwa przyjęła się i funkcjonuje do dzisiaj. Razem z budynkiem dawnego Towarzystwa Kredytowego Ziemskiego, kamienica Podworskich stanowi tło zrewitalizowanego w 2013 skweru.

## Architektura

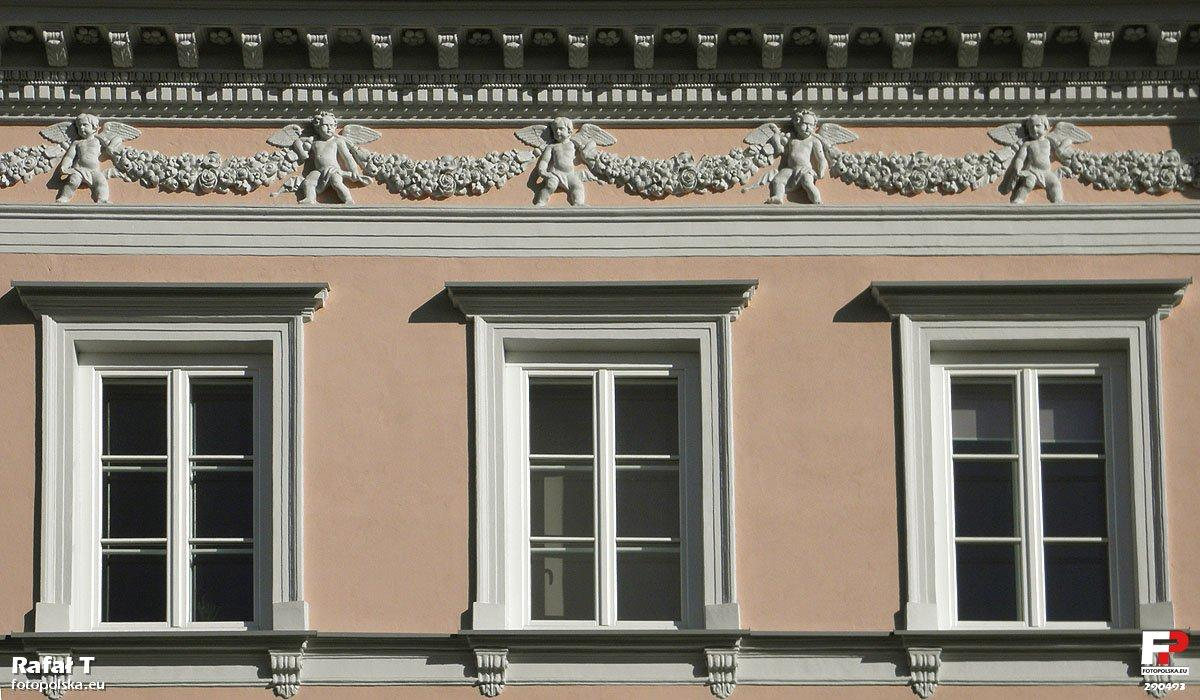
Okna II piętra z fryzem.

Dom Podworskich to neorenesansowa, czterokondygnacyjna kamienica. Pośród zabytkowej zabudowy radomskiego Śródmieścia wyróżnia budynek zachodnia ściana szczytowa zdobiona boniowaniem, trzema płytkimi arkadami oraz popiersiami starożytnych postaci (m.in. Platona, Sokratesa i Cezara), umieszczonymi na konsolach. Parter budynku jest boniowany. Bryła zwieńczona fryzem z płaskorzeźbami.